# Glass Onion
«Glass Onion» (de l'anglès, "Ceba de Vidre") és una cançó de The Beatles escrita per John Lennon i acreditada a Lennon-McCartney, publicada al seu àlbum de 1968 The Beatles. És la tercera cançó de l'àlbum i la primera en que apareix Ringo Starr a la bateria, ja que va deixar les sessions d'enregistrament per un breu període i va ser reemplaçat per Paul McCartney en les cançons anteriors, «Back in the U.S.S.R.» i «Dear Prudence».

## Lletra
La cançó inclou referències a cançons anteriors del grup, com «Strawberry Fields Forever», «I Am the Walrus», «The Fool on the Hill», «Lady Madonna» i «Fixing a Hole». La línia The walrus was Paul ("La morsa era Paul"), a més de ser referència a la cançó «I Am The Walrus», va sorgir degut a que Paul s'havia disfressat de morsa perquè a John no li entrava la disfressa al video i a la portada de l'àlbum Magical Mystery Tour, mentre que al video de «I Am The Walrus», Paul és l'hipopòtam i John és la morsa. A més, més tard, la línia va ser interpretada com una pista més de la llegenda urbana "Paul és mort", ja que, en una coincidència, la línia anterior diu ("Bé, aquí hi ha una altra pista per a tots vosaltres"). La cançó és pràcticament una burla als crítics i curiosos que busquen significats en les seves cançons.

## Personal

### The Beatles
- John Lennon: Veu, guitarra acústica (Gibson J-160i)
- Paul McCartney: Baix (Fender Jazz Bass), piano (Hamburg Steinway Baby Grand), flauta dolça
- George Harrison: Guitarra principal (Fender Stratocaster "Rocky")
- Ringo Starr: Bateria (Ludwig Hollywood Maple), pandereta

### Personal addicional
- Chris Thomas: Gravacions
- Henry Datyner: Violí
- Eric Bowie: Violí
- Norman Lederman: Violí
- Ronald Thomas: Violí
- Eldon Fox: Violoncel
- Reginald Kilbey: Violoncel
- John Underwood: Viola
- Keith Cummings: Viola